# برودي بوكلاند
برودي بوكلاند (بالإنجليزية: Brodie Buckland)‏ هو مجدف أسترالي، ولد في 12 ديسمبر 1983 في لونغمونت في الولايات المتحدة.

## وصلات خارجية
- برودي بوكلاند على موقع الاتحاد الدولي للتجديف (الإنجليزية)
- برودي بوكلاند على موقع اللجنة الأولمبية الدولية (الإنجليزية)
- برودي بوكلاند على موقع أوليمبيديا (الإنجليزية)
- برودي بوكلاند على موقع اللجنة الأولمبية الأسترالية (الإنجليزية)